# トルン・チェルビ
トルン・チェルビ（モンゴル語: Tulun Čerbi、中国語: 脱欒扯児必、生没年不詳）は、コンゴタン氏出身のチンギス・カンに仕えた千人隊長の一人。漢文史料では脱忽闌闍里必（『元史』）/脱欒扯児必（『元朝秘史』）、『集史』などのペルシア語史料ではTūlūn Jarbīと記される。

## 概要
チンギス・カンに仕えたコンゴタン族長モンリク・エチゲの息子として生まれ、兄にはココチュ（テプ・テングリ）、弟にはスイケトゥ・チェルビ、ダイル（諸説あり）らがいた。
1204年、ケレイトを併合したチンギス・カンは千人隊制度（ミンガン）、親衛隊制度（ケシク）の原型を創設し、モンゴル帝国の基盤を作り上げた。その際、ドダイ、ドゴルク、オゲレ、ブチャラン、そしてトルンとスイケトゥ兄弟の6人を侍従（チェルビ）に任命した。これ以後、トルンはチンギス・カンの側近として活躍するようになる。
1206年、モンゴル高原を統一したチンギス・カンはモンゴル帝国を建国し、千人隊制度（ミンガン）を整備した。トルンは父のモンリクや弟のスイケトゥ、ダイル、ストゥとともに千人隊長に任命されており、『元朝秘史』には以下のように記されている。
なお、『集史』「コンゴタン部族志」はモンリクとストゥが左翼の千人隊長、トルンとスイケトゥが右翼の千人隊長であったとするが、『集史』「チンギス・カン紀」はストゥのみが左翼の千人隊長であったとする。後述するようにトルンは金朝遠征に従軍してその子孫は華北に投下領を得ていることなどから、トルンは本来は左翼の千人隊長であったのが右翼に所属を変えたのであり、モンリク家の所属は流動的あったのではないかと考えられている。
1211年に金朝への侵攻が始まると、トルンはチンギス・カン直属の中軍（イェケ・コル）に属して金朝軍に加わった。1215年にはチンギス・カンの命によってモンゴル・契丹・漢人の混成軍を率い、真定・大名といった重要拠点を攻略し、東平にまで至った。東平では水の守りに阻まれてこれを攻略することができず、周囲を掠奪してトルン・チェルビは北方に帰還した。なお、この時トルン・チェルビが率いていた混成軍には石抹也先や石抹孛迭児といった、後にモンゴル帝国の武将として活躍する契丹人将軍が加わっていた。
チンギス・カンは中央アジア遠征から帰還すると、今度はタングート（西夏）国への遠征を開始した。『元朝秘史』はタングート遠征に先立ってトルン・チェルビがチンギス・カンの西夏親征に反対したという逸話を伝えており、トルン・チェルビの発言を以下のように記している。
この発言に全ての皇子たち、ノヤンたちは賛同したが、チンギス・カンは「ここで退いたらタングトの民は我らが臆したと笑うだろう」と述べて親征を強行した。
また、『元朝秘史』によるとトルン・チェルビはチンギス・カンの命によって西夏最後の皇帝李睍を処刑し、西夏遠征での功績を称えて西夏皇帝の皇宮（カルシ）を与えられたという。

## 子孫
トルン・チェルビの息子にはバイバクという人物がおり、この人物がトルン・チェルビの後継者となったと見られる。
バイバクとその息子のバラク、ブラルキらは皆「シリギの乱」においてクビライに忠誠を尽くして亡くなったため、その忠義を称えて『元史』巻193「忠義伝」に立伝されている。

## コンゴタン氏モンリク家
- モンリク・エチゲ（Mönglik Ečige ＞蒙力克額赤格/ménglìkè échìgé,منکلیک یجیکه/Munklīk Ījīka）
  - ココチュ＝テブ・テングリ（Kököčü ＞闊闊出/kuòkuòchū,کوکجو/Kūkajū）
    - キプチャク（Qibčaq ＞قبچاق/Qibchāq）

  - トルン・チェルビ（Tulun Čerbi ＞脱欒扯児必/tuōluán chĕérbì,تولون چربی/Tūlūn Cherbī）
    - バイバク（Baibaq ＞伯八/bǎibā）
      - バラク（Baraq ＞八剌/bālà）
        - アドゥーチ（Adūči ＞何都兀赤/hédōuwùchì）

      - ブラルキ（Buralqi ＞不蘭奚/bùlánxī）

  - スイケトゥ・チェルビ（Süyiketü Čerbi ＞速亦客禿扯児必/sùyìkètū chĕérbì,سوکتو چربی/Sūkātū Cherbī）
  - スト・ノヤン（Sutu noyan ＞سوتو نویان/Sūtū Nūyān）
  - ダイル（Dayir ＞荅亦児/tàyìér,دایر/Dāīr）
    - ハラカト・ノヤン（Halaqato noyan ＞هلقتو نویان/Halaqatū Nūyān）